# Semir Zuzo
Semir Zuzo (* 11. August 1976 in Lyon) ist ein französischer Handballtrainer bosnischer Abstammung. Als Handballspieler war seine Spielposition Kreismitte.

## Spielerkarriere

### Verein
Semir Zuzo lernte das Handballspielen bei Vaulx-en-Velin. Nach zwei Jahren beim Villeurbanne HBC sollte er 1996 zum französischen Meister OM Vitrolles wechseln. Nach dem Rückzug Vitrolles’ nahm ihn Massy Essonne HB unter Vertrag. In der Saison 1998/99 spielte der 1,95 m große Kreisläufer für den spanischen Erstligisten Bidasoa Irún. Anschließend lief er für Paris Handball auf. Seine erfolgreichste Zeit verbrachte Zuzo bei Montpellier Handball, mit dem er 2004 und 2005 die Meisterschaft, 2004 und 2005 den Ligapokal sowie 2005 die Coupe de France gewann. In der Saison 2005/06 war er einer von vier Kreisläufern neben Vereinsikone Laurent Puigségur, David Juříček und dem jungen Igor Anic. Im Januar 2006 verließ er Montpellier und ging zum Schweizer Erstligisten Kadetten Schaffhausen, mit dem er am Saisonende die Schweizer Meisterschaft feiern konnte. Von 2006 bis 2011 lief er für Tremblay-en-France Handball auf, mit dem er 2009 und 2010 den dritten Platz in der Liga erreichte. Nach der Finalniederlage im Pokal 2010 unterlag die Mannschaft ein Jahr darauf im Europapokal der Pokalsieger erst in den Finalspielen dem VfL Gummersbach. Nach der Saison 2010/11 war Zuzo zunächst vereinslos, ehe der luxemburgische Verein HB Esch ihn im Januar 2012 verpflichtete. Mit Esch gewann er den luxemburgischen Pokal. Anschließend spielte er noch für die Zweitligisten Saint-Marcel Vernon und CO-Vernouillet sowie den unterklassigen Verein Plaisir Handball.

### Nationalmannschaft
Kurz nach seinem Debüt in der französischen A-Nationalmannschaft gewann Zuzo mit dem Team zunächst bei der Weltmeisterschaft 1997 die Bronzemedaille. Nur wenige Monate später gelang ihm der Gewinn der Bronzemedaille mit der französischen Juniorennationalmannschaft bei der U-21-Weltmeisterschaft 1997. Bei der Europameisterschaft 1998 belegte er mit Frankreich den 7. Platz. Insgesamt bestritt er 55 Länderspiele, in denen er 63 Tore erzielte.

## Trainerkarriere
Zuzo übernahm im November und Dezember 2016 die algerische Frauen-Handballnationalmannschaft. In der Saison 2017/18 trainierte er Puteaux Handball. Seit September 2018 ist er Trainer und Generaldirektor von Villeurbanne HA.

## Privates
Zuzos Eltern stammen aus Bosnien und kamen vier Jahre vor seiner Geburt nach Lyon. Sein jüngerer Bruder Sedin (* 1977) war Handballtorwart und spielte gemeinsam mit ihm beim HB Esch. Seine Söhne Reyhan und Djeylan spielen ebenfalls Handball.